# Nikolaj Karlovič Metner
Nikolaj Karlovič Metner (Никола́й Ка́рлович Ме́тнер (rusky); Nikolai Medtner (anglicky); 5. ledna 1880 Moskva – 13. listopadu 1951 Londýn) byl ruský klavírista a hudební skladatel.

## Život
Narodil se v Moskvě jako nejmladší z pěti dětí. Na klavír ho od dětství učila matka a strýc Fjodor Goedicke (otec skladatele Aleksandra Fjodoroviče Gedike). Vstoupil na moskevskou konzervatoř, kde byli jeho učiteli Pavel Pabst, Vasilij Lvovič Sapelnikov, Vasilij Iljič Safonov a Sergej Tanějev. Absolvoval s vynikajícím prospěchem v roce 1900. Získal cenu Antona Rubinsteina. Navzdory nesouhlasu své rodiny, ale s podporou svého učitele Sergeje Tanějeva, se brzy vzdal kariéry koncertního klavíristy a věnoval se převážně kompozici.
V letech blížících se revolučnímu roku 1917 žil Metner u svých rodičů. V této době se zamiloval do Anna Michajlovny Bratenské, známé violoncellistky a ženy svého staršího bratra Emila. Po vypuknutí 1. světové války byl Emil internován v Německu, kde pobýval na studiích. Své ženě dal svobodu a Nikolaj se s ní v roce 1918 oženil.
Na rozdíl od svého přítele Rachmaninova, Metner opustil Rusko až po revoluci. Rachmaninov mu v roce 1924 zajistil cestu do Spojených států a Kanady, kde se vrátil ke koncertní činnosti. V roce 1936 se i se svou ženou usadil v Londýně, vyučoval hudbu, komponoval a občas koncertoval.
S vypuknutím 2. světové války přišel o příjmy plynoucí od německých vydavatelů. Vzrostly i Medtnerovy zdravotní problémy. V této těžké době mu poskytla jeho oddaná žačka Edna Ilesová útočiště v Warwickshire, kde dokončil svůj 3. klavírní koncert, který byl poprvé v proveden v roce 1944. Další jeho obdivovatel, maharádža z Mysoru (knížecí stát v jižní Indii), založil v roce 1949 Metnerovu společnost, jejímž cílem je zaznamenat celé Medtnerovo dílo. Sám Metner nahrál svůj 3. klavírní koncert, několik sonát, komorních skladeb a písní.
Zemřel ve svém domě v Londýně 13. listopadu 1951. Je pochován vedle svého bratra Emila na hřbitově v Hendonu.

## Dílo

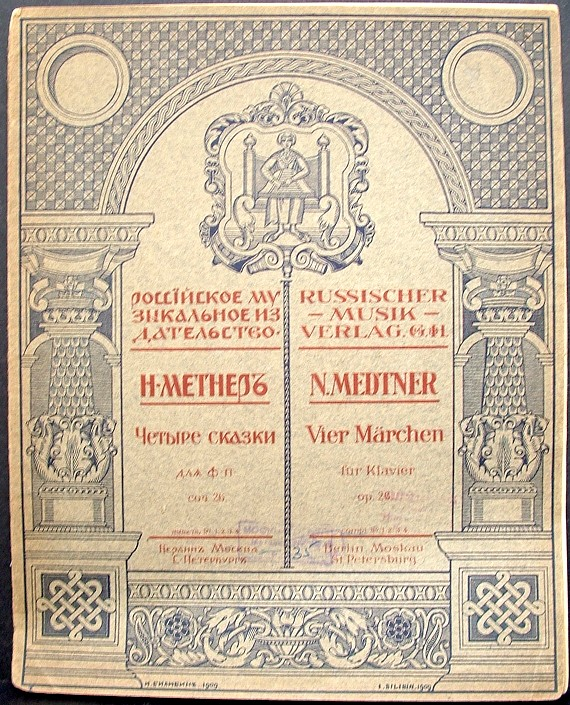
Titulní strana skladby Čtyři pohádky.

Metner zkomponoval mnoho skladeb různých žánrů, ale vždy v nich hraje roli klavír. Jeho dílo zahrnuje 14 klavírních sonát, tři klavírní koncerty, tři sonáty pro housle a klavír, klavírní kvintet, dvě skladby pro dva klavíry, mnoho drobnějších skladeb pro klavír a 108 písní.